# Bullet Treatment
Bullet Treatment is een Amerikaans hardcore punk-project van gitarist Chuck Dietrich, die het enige constante lid van de band is. De band werd opgericht in 1998 in Los Angeles, Californië. De meeste albums van Bullet Treatment zijn uitgegeven via Basement Records, het onafhankelijke platenlabel van Dietrich zelf, dat tevens over een eigen studio beschikt.
Diverse toonaangevende punkmusici hebben met Dietrich in Bullet Treatment gespeeld, waaronder leden van Rise Against, Anti-Flag, Strike Anywhere, Social Distortion en A Wilhelm Scream. Het project heeft in totaal meer dan 30 bandleden gekend.
Bullet Treatment heeft een reeks splitalbums, ep's, singles, en enkele nummers op diverse verzamelalbums uit laten geven, alsook twee studioalbums.

## Muzikanten (selectie)
| Naam             | Band                                                |
| ---------------- | --------------------------------------------------- |
| Chris Colonnier  | Jeffries Fan Club                                   |
| Chase Manhattan  | Dee Dee Ramone Band, Amen                           |
| Dave Hildago Jr. | Social Distortion, Suicidal Tendencies, Spinnerette |
| Vince Hildago    | Spinnerette, The Bronx                              |
| Matt Caughthran  | The Bronx                                           |
| Scott Sturgen    | Star Fucking Hipsters, Leftöver Crack               |
| Johnny Bonnel    | Swingin' Utters, Filthy Thieving Bastards           |
| Chris Head       | Anti-Flag                                           |
| Thomas Barnett   | Strike Anywhere                                     |
| Russ Rankin      | Good Riddance, Only Crime                           |
| Tim McIlrath     | Rise Against                                        |
| Scott Wade       | Comeback Kid                                        |
| Andrew Neufeld   | Comeback Kid                                        |
| Liam Cormier     | Cancer Bats                                         |
| Nuno Pereira     | A Wilhelm Scream                                    |
| Billy Gould      | Faith No More                                       |
| Pat Magrath      | Saosin, Fear, Amerikan Made                         |